# Etapa agrària
L'etapa agrària és una divisió de la història que comprèn des de la revolució neolítica fins a la revolució industrial. El seu nom ve perquè l'economia està basada en l'agricultura, el sector primari en general, amb un progressiu auge del comerç d'excedents. És el període històric més llarg. S'aplica també en l'actualitat a aquelles societats que no viuen en un estil de vida industrial, que coincideixen sovint amb les classes més pobres dels països subdesenvolupats